# Raquel Lázaro
Raquel Lázaro Castellanos (Benalmádena, 4 gennaio 2000) è una pallavolista spagnola, palleggiatrice della Megavolley.

## Carriera

### Club
La carriera di Raquel Lázaro inizia quando appena tredicenne entra a far parte del CAEP Soria, col quale prende parte per cinque annate alla Superliga 2 Femenina de Voleibol. Si trasferisce per motivi accademici negli Stati Uniti d'America, dove partecipa al campionato universitario di NCAA Division I dal 2018 al 2021 con la Southern California e nel 2022 con la Louisville, raggiungendo la finale nazionale.
Nel gennaio 2023, appena conclusa la carriera universitaria, viene ingaggiata dalla Megavolley, in Italia, per la seconda parte della Serie 2022-23. Nella stagione 2023-24 è di scena nella 1. Bundesliga tedesca con il Potsdam, mentre in quella successiva è nella Ligue A francese con il Béziers.
Per il campionato 2025-26 è nuovamente alla Megavolley, in Serie A1.

### Nazionale
Fa parte della nazionale under 18 spagnola, disputando le qualificazioni al campionato europeo 2015 e le qualificazioni al campionato europeo 2017; con l'under 19 è invece di scena alle qualificazioni al campionato europeo 2016 e alle qualificazioni al campionato europeo 2018.
Nel 2017 fa il suo debutto in nazionale maggiore in occasione della European League, andando in seguito a conquistare la medaglia di bronzo alla European Golden League 2021.

## Palmarès

### Nazionale (competizioni minori)
- European Golden League 2021